# Clifford Jones
Clifford L. Jones (ur. 31 grudnia 1927 – zm. 7 maja 2008) - były amerykański polityk republikański ze stanu  Pensylwania. Sprawował funkcje sekretarza handlu, przemysłu i pracy. Zmarł na raka prostaty.